# Pandinus cavimanus
Pandinus cavimanus je klidný africký štír.

## Vzhled
Dospělci jsou zbarveni hnědě až červenohnědě. Mlád'ata jsou ve zbarvení variabilní a mohou být zaměněna s druhy Pandinus imperator a Pandinus viatoris. Někdy mají dospělci světlejší povrch klepet. Dorůstá 90-135 mm. Jeho jed není člověku nebezpečný.

## Výskyt
Vyskytuje se v Tanzanii, Keni, Zairu, Mosambiku a Somálsku. Obývá savanové biotopy.

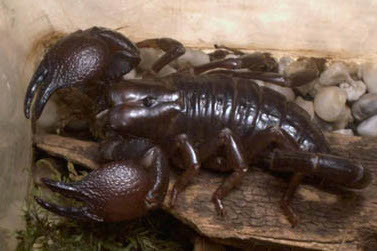

## Chov
Chov se od chovu příbuzného druhu Pandinus imperator, liší v jedné podstatné věci. Jelikož P. cavimanus nežije v pralesích, nýbrž na savanách, vyžaduje mnohem sušší terárium. Ve vlhku se nerozmnoží a může dokonce uhynout.
Na rozdíl od druhu P. imperator se můžeme při jinak složitém určování pohlaví ubezpečit o správnosti našeho určení, jelikož samci mají zvláštně promáčklá klepeta. Do Česka se dostává z Tanzanie, jakož i většina dalších druhů z Afriky. Není to tím, že by se v Tanzanii vyskytovalo tolik druhů z různých biotopů, nýbrž tím, že z Tanzanie je nejjednodušší získat povolení k exportu do EU. Tanzanie tedy funguje zejména jako místo svozu pro zvířata z celé Afriky určená k exportu.